# Parawixia audax
Parawixia audax är en spindelart som först beskrevs av John Blackwall 1863.  Parawixia audax ingår i släktet Parawixia och familjen hjulspindlar. Inga underarter finns listade i Catalogue of Life.